# Mycothele disciformis
Mycothele disciformis är en svampart som först beskrevs av Gordon Herriot Cunningham, och fick sitt nu gällande namn av Jülich 1976. Mycothele disciformis ingår i släktet Mycothele och familjen Gloeophyllaceae.   Inga underarter finns listade i Catalogue of Life.